# نزع سلاح إدلب 2018
نزع سلاح إدلب 2018 هو اتفاق مستمر بين تركيا وروسيا لإنشاء منطقة منزوعة السلاح لمسافة تتراوح بين 15-20 كلم في محافظة إدلب السورية التي تسيطر عليها فصائل المعارضة، على أن تقوم القوات المسلحة الروسية والتركية بدوريات في هذه المنطقة. في 17 سبتمبر، توصل الرئيسين فلاديمير بوتين ورجب طيب أردوغان إلى اتفاق لإنشاء منطقة عازلة في إدلب. الجماعات المرتبطة بالقاعدة، هيئة تحرير الشام، والحزب الإسلامي لتركستان في سوريا، رفضت الصفقة، مما جعل الاتفاق معرضا للخطر.

## خلفية
في بداية عام 2018، بعد هزيمة تنظيم داعش في شرق سوريا، كثفت الحكومة السورية وحلفاؤها هجومهم على المتمردين في المنطقة الجنوبية الغربية.
وبعد ذلك، بدأت الحكومة السورية بجمع القوات خارج إدلب، وشرعت في قصف الأراضي التي يسيطر عليها المتمردون في بداية أغسطس. بدأ المتمردون ببناء دفاعات وخنادق من أجل هجوم وشيك.

## عمليات القصف
في 4 سبتمبر 2018، شنت 10 طائرات روسية على الأقل من طراز سوخوي العشرات من الضربات الجوية على الجزء الجنوبي والجزء الغربي من محافظة إدلب، مما أدى إلى شن أكبر حملة قصف بالقنابل في محافظة إدلب.

## ردود الفعل
فوق حدود الولاية الوطنية
- الأمم المتحدة - أثنت الأمم المتحدة على هذا الاتفاق، آملة أن يكون ذلك بداية لحل سياسي في سوريا.[17]

الوطنية
- إيران – غرد وزير خارجية إيران، محمد جواد ظريف، ردا على الصفقة، بأن «الدبلوماسية تعمل»، بينما أضاف أن الزيارات إلى تركيا وروسيا اتبعت في الأسابيع الأخيرة الصفقة الرامية إلى تفادي هجوم أو حملة في إدلب «مع التزام أكيد بمكافحة الإرهاب المتطرف.» وفيما يتعلق بالاتفاق، قال بهرام قاسمي الناطق باسم وزارة خارجية إيران: «إنها خطوة هامة وضرورية لإزالة الإرهابيين المتبقين في سوريا».[18]
- تركيا – ردا على معارضة قوية لجوانب الاتفاق من جانب جماعات مثل هيئة تحرير الشام، قال وزير خارجية تركيا، مولود شاويش أوغلو، إن الطائرات المسيّرة التركية والروسية ستقوم بدوريات في المنطقة المجردة من السلاح، وإن كان قال أيضا ”إن المعارضة المعتدلة ستبقى في مكانها، وهذا شيء بالغ الأهمية. وسيتم وقف إطلاق النار، ولن يتم الهجوم على المنطقة، وبالتالي لن تكون هناك استفزازات ضد مناطق أخرى”.
- الولايات المتحدة – كتب الرئيس دونالد ترامب على تويتر أنه يمكن أن تحدث أزمة إنسانية كبيرة في منشور يقول: «الرئيس السوري بشار الأسد، يجب ألا يهاجم مقاطعة إدلب بشكل متهور. وسيرتكب الروس ولإيرانيون خطأ إنسانيا خطيرا للمشاركة في هذه المأساة الإنسانية المحتملة. ويمكن قتل مئات الآلاف من الناس. لا يجب أن يحدث ذلك!» وقال أيضا في مناسبة أخرى أن هذا من شأنه أن يجعل الولايات المتحدة «غاضبة جدا جدا».[19]